# Championnat de Djibouti de football 2021-2022
Navigation
Edition précédente Edition suivante
La saison 2021-2022 du Championnat de Djibouti de football est la 32e édition du championnat de première division nationale. Les dix clubs engagés sont regroupés au sein d'une poule unique où ils s'affrontent à deux reprises au cours de la saison. À l'issue du championnat, les deux derniers du classement final sont relégués et remplacés par les deux meilleurs clubs de Division 2.
C'est l'AS Arta/Solar7 qui remporte la compétition cette saison après avoir terminé en tête du classement final, le club réalise également le doublé coupe-championnat. Il s'agit du sixième titre de champion de Djibouti de l'histoire du club.

## Participants
- AS Ali Sabieh
- AS Port
- AS Arta/Solar7
- Garde Républicaine FC
- Arhiba - Promu de Division 2
- Police Nationale
- AS Gendarmerie Nationale
- ACS Hayableh
- Employment Agency of Djibouti / PK 12  - Promu de Division 2
- Dikhil Football Club

## Compétition

### Classement
Le classement est établi sur le barème de points classique (victoire à 3 points, match nul à 1, défaite à 0). Pour départager les égalités, on tient d'abord compte de la différence de buts générale, puis du nombre de buts marqués, puis des confrontations directes.
| Rang | Équipe                   | Pts | J  | G  | N | P  | Bp | Bc | Diff |
| ---- | ------------------------ | --- | -- | -- | - | -- | -- | -- | ---- |
| 1    | AS Arta/Solar7 T,C       | 45  | 18 | 14 | 3 | 1  | 55 | 12 | +43  |
| 2    | AS Port                  | 35  | 18 | 10 | 5 | 3  | 39 | 19 | +20  |
| 3    | Garde Républicaine FC    | 35  | 18 | 10 | 5 | 3  | 29 | 14 | +15  |
| 4    | AS Ali Sabieh            | 34  | 18 | 10 | 4 | 4  | 34 | 18 | +16  |
| 5    | AS Gendarmerie Nationale | 27  | 18 | 7  | 6 | 5  | 21 | 21 | 0    |
| 6    | Police Nationale         | 26  | 18 | 7  | 5 | 6  | 24 | 21 | +3   |
| 7    | Dikhil Football Club     | 19  | 18 | 4  | 7 | 7  | 21 | 23 | -2   |
| 8    | ACS Hayableh             | 14  | 18 | 4  | 2 | 12 | 25 | 33 | -8   |
| 9    | EAD/PK12 P               | 14  | 18 | 3  | 5 | 10 | 11 | 24 | -13  |
| 9    | Arhiba P                 | 0   | 18 | 0  | 0 | 18 | 17 | 91 | -74  |

|  | Qualification pour la Ligue des champions de la CAF 2022-2023                     |
|  | Qualification pour la Coupe de la confédération 2022-2023                         |
|  | Relégation en Division 2                                                          |
|  | T : Tenant du titre C : Vainqueur de la Coupe de Djibouti P : Promu de Division 2 |

- AS Ali Sabieh se qualifie pour la Coupe de la confédération en tant que finaliste perdant comme AS Arta/Solar7 réussit le doublé coupe-championnat

## Bilan de la saison
| Championnat de Djibouti de football 2021-2022 |                           |
| Champion                                      | AS Arta/Solar7 (6e titre) |
| Coupes et trophées                            |                           |
| Vainqueur de la Coupe de Djibouti 2021-2022   | AS Arta/Solar7            |
| Qualifications continentales                  |                           |
| Ligue des champions de la CAF 2022-2023       | AS Arta/Solar7            |
| Coupe de la confédération 2022-2023           | AS Ali Sabieh             |
| Promotions et relégations                     |                           |
| Promus en Division 1                          | Q5/Nourie Transit         |
| Promus en Division 1                          | SDC Group                 |
| Relégués en Division 2                        | Arhiba                    |
| Relégués en Division 2                        | EAD/PK12                  |